# Rju Dzsunjol
Rju Dzsunjol (Ryu Jun-yeol) (hangul: 류준열 , handzsa: 柳俊烈 ; 1986. szeptember 25.–) dél-koreai színész, leginkább a Reply 1988 című sorozattal lett ismert.

## Élete és pályafutása
Gyerekkorában tanár akart lenni, később számos részmunkaidős állása volt, dolgozott pizzafutárként, alkalmi munkásként és adott magánórákat diákoknak. A Szuvoni (Suwoni) Egyetemen film- és dráma szakon tanult, ösztöndíjjal.
2012-től számos rövidfilmben és független alkotásban szerepelt, majd 2013-ban az INGtoogi: The Battle of Internet Trolls című játékfilmben. 2015-ben a Socialphobia volt az első olyan játékfilmje, amivel ismertté vált, az igazi sikert azonban a Reply 1988 című televíziós sorozat hozta meg számára.

## Filmográfia

### Televíziós sorozatok
| Év   | Cím            | Szerep                          | Csatorna |
| ---- | -------------- | ------------------------------- | -------- |
| 2015 | The Producers  | Csu Dzsonghjon (Joo Jong-hyeon) | KBS2     |
| 2015 | Reply 1988     | Kim Dzsonghvan (Kim Jeong-hwan) | tvN      |
| 2016 | Unppal Romance | Cse Szuho (Je Su-ho)            | MBC      |
| 2021 | Lost           | I Gangdzse (Lee Kang-jae)       | JTBC     |

### Filmek
| Év   | Cím                                       | Szerep                          |
| ---- | ----------------------------------------- | ------------------------------- |
| 2012 | Nowhere                                   |                                 |
| 2013 | INGtoogi: The Battle of Internet Trolls   |                                 |
| 2014 | Midnight Sun                              | Jonghun (Yong-hun)              |
| 2014 | One-minded                                |                                 |
| 2014 | People In a Hurry                         | Csehjon (Jae-hyeon)             |
| 2014 | Economic Love                             | Csihun (Ji-hun )                |
| 2014 | Son Na-rae Rescue Operation               | Hjonu (Hyeon-u)                 |
| 2015 | Socialphobia                              | Jangge (Yang-ge )               |
| 2015 | Draw                                      | Szanghun (Sang-hun )            |
| 2016 | SORI: Voice from the Heart                | Seedless Berries                |
| 2016 | No Tomorrow                               | Csihun (Ji-hun )                |
| 2016 | One Way Trip                              | Csigong (Ji-gong )              |
| 2016 | Canola                                    | Csholhon (Cheol-heon)           |
| 2017 | The King                                  |                                 |
| 2017 | Taxisofőr                                 | Ku Dzsesik (Goo Jae-sik)        |
| 2017 | Heart Blackened (침묵)                    | Kim Dongmjong (Kim Dong-myeong) |
| 2018 | Little Forest (리틀 포레스트)             | Cseha (Jae-ha)                  |
| 2018 | Believer (독전)                           | Szo Jongnak (Seo Young-rak)     |
| 2019 | Hit-and-Run Squad (뺑반)                  | Szo Mindzse (Seo Min-jae)       |
| 2019 | Money (돈)                                | Cso Ilhjon (Jo Il-hyeon)        |
| 2019 | The Battle: Roar to Victory (봉오동 전투) | I Dzsangha (Lee Jang-ha)        |
| 2022 | Alienoid (외계+인)                        | Muruk (Mureuk)                  |
| ?    | The Owl (올빼미)                          | Kjongszu (Kyung-soo)            |
| ?    | Alienoid 2. rész (외계+인 2부)            | Muruk (Mureuk)                  |

## Díjak és elismerések
| Év   | Díj                         | Kategória                      | Díjazott     | Eredmény |
| ---- | --------------------------- | ------------------------------ | ------------ | -------- |
| 2015 | KAFA FILMS 2015             | Új sztár                       | Socialphobia | Elnyerte |
| 2016 | 2016 First Brand Awards     | Special Award for Figure       | N/A          | Elnyerte |
| 2016 | 11. Max Movie Awards        | Új sztár                       | N/A          | Elnyerte |
| 2016 | 2016 Chunsa Film Art Awards | Legjobb új színész             | Socialphobia | Jelölve  |
| 2016 | Korea Cable TV Awards       | Új sztár                       | Reply 1988   | Elnyerte |
| 2016 | 52. Paeksang Arts Awards    | Legjobb új színész (televízió) | Reply 1988   | Elnyerte |
| 2017 | 53. Paeksang Arts Awards    | Legjobb új színész (film)      | The King     | Elnyerte |